# Anand Kumar
Pour les articles homonymes, voir Kumar (homonymie).
 (mai 2009).
Si vous disposez d'ouvrages ou d'articles de référence ou si vous connaissez des sites web de qualité traitant du thème abordé ici, merci de compléter l'article en donnant les références utiles à sa vérifiabilité et en les liant à la section « Notes et références ».
Anand Kumar est un musicien indien, né à Lahore, Inde, le 26 juillet 1947 et mort à Champigny-sur-Marne, France, le 3 mai 2009.

## Biographie
Né à Lahore, Penjab, en 1947, au sein d'une famille de musiciens, Anand Kumar a reçu l'essentiel de son éducation musicale à Delhi, où, fuyant la partition entre l'Inde et le Pakistan, les siens viennent de s'installer.
Ses proches appartiennent à la tradition classique de l'enseignement artistique : son père, Ram Lal était un professeur réputé de danse (Kathak), et de chant. Son frère Pramod fut, jusqu'à sa disparition en 1983, un sitariste unanimement respecté.
L'apprentissage du tablâ (percussions indiennes) - passage obligé pour tout instrumentiste digne de ce nom en Inde du Nord - avec son père d'abord, puis avec Ustad Alla Rakha (dont il fut le disciple) lui permet d'acquérir très vite une maîtrise technique étonnante, qui viendra bientôt enrichir l'étude du sitar (instrument à cordes indien), sous la conduite de son frère Pramod Kumar (lui-même disciple de Ravi Shankar).
Anand Kumar poursuivit parallèlement ses études à l'Université de Delhi où il obtint le diplôme Sangeet Shiromani de musique indienne.

La pratique de ces deux instruments pendant toute sa vie était à l'origine de son style éminemment classique : une très grande liberté dans l'improvisation rigoureusement maîtrisée rythmiquement. Sa sensibilité liée à son désir de recherche et d'approfondissement du potentiel musical indien, lui confère une qualité d'expression toute particulière.
L'improvisation tient une place prépondérante dans l'art indien traditionnel (Sangeet), c'est-à-dire la danse, le théâtre, la musique. Sangeet désigne toutes ces manifestations différentes de l'art indien intimement liées entre elles; l'artiste, ainsi, tout en respectant et en évoluant à travers un certain nombre de règles écrites ou orales, accède, par le biais de l'improvisation, au statut de créateur. Cette création, ultime étape de l'accomplissement artistique, est appelé style par les Indiens.
Le style d'Anand Kumar était très reconnaissable lorsqu'il jouait ses propres gat (tempi rapides) et constituait un apport important dans l'art du raga. Anand Kumar interprétait aussi bien les ragas classiques (Dhrupad), Khyal traditionnel) que les ragas semi-classiques (Light Khyal, Thumri ou Dhoon).
De plus, sa sensibilité personnelle, particulièrement manifeste lors de l'exécution de l'alap, partie lente et introductive du raga, délicate et raffinée - véritable "pierre de touche" des instrumentistes indiens - en faisait l'un des musiciens actuels les plus attachants.
Anand Kumar a vécu principalement en France à partir de juin 1969. Il a joué à diverses reprises pour la télévision et la radio, et s'est produit en concert, tant au sitar qu'au tablâ, à Paris et dans de nombreuses villes de province et d'Europe. Il était généreux, solaire et inspiré. Il s'est éteint le 3 mai 2009 à l'âge de 61 ans à son domicile.